# Eristalis transversa
Eristalis transversa, la mosca zángano de bandas transversales, es una especie común de mosca sírfida descrita oficialmente por primera vez por Wiedemann en 1830. Los sírfidos obtienen su nombre de la capacidad de permanecer casi inmóviles durante el vuelo. Los adultos también se conocen como moscas de las flores porque se encuentran comúnmente alrededor y sobre las flores, de las cuales obtienen néctar que les da energía y polen rico en proteínas. Las larvas son del tipo cola de rata, pero no se han informado larvas de esta especie específica.

## Distribución
Reportada desde América del Norte al este del río Misisipi y hacia el sureste de Canadá. Mapa externo

## Descripción
Para términos ver Anatomía de Diptera Imágenes externas

#### Tamaño

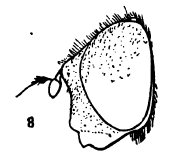
Eristalis transversa

7 a 12 mm (0,28 a 0,47 pulgadas)